# Dumnagual III di Alt Clut
Dumnagual III (fl. VIII secolo) regnò sull'Alt Clut (odierna area di Dumbarton Rock) forse dal 754 al 760).
Seocondo le Harleian genealogies, era figlio di Teudebur, suo predecessore sul trono. Secondo Simeone di Durham, il suo regno fu invaso da Óengus mac Fergusa re dei Pitti ed Eadberht re di Northumbria. E sempre secondo Simeone, giunse il 1º agosto del 756 ad "Alcluth", dove ottenne l'atto di omaggio dei Britanni. Tuttavia nove giorni dopo l'esercito northumbriano fu distrutto. Dumnagual fu riconosciuto come re di Alt Clut, anche se è probabile che l'esercito northumbriano fu distrutto da Óengus. Secondo gli Annales Cambriae, morì nel 760.